# Stadion (Zeitschrift)
Stadion ist die einzige in Deutschland erscheinende mehrsprachige Zeitschrift der Sportgeschichte. Bekannte Sporthistoriker, aber auch Vertreter der Anthropologie, Archäologie, Pädagogik, Soziologie und Philosophie haben Beiträge geleistet. Stadion richtet sich nicht nur an Fachwissenschaftler, sondern darüber hinaus an alle, die über die historische Betrachtungsweise um ein vertieftes und differenziertes Verständnis von Sport, Spiel, Leibeserziehung, und Körperkultur bemüht sind, insbesondere auch an Publizisten oder Journalisten. Sie wird von Manfred Lämmer herausgegeben. Zum Herausgeberkreis gehörten auch Hans Langenfeld und bis zu seinem Tode Henning Eichberg. Mehrsprachig sind auch die Sport History Review und European Studies in Sports History (ESSH).